# Beeville
Beeville è un centro abitato degli Stati Uniti d'America, situato nella contea di Bee dello Stato del Texas.
Si trova tra San Antonio, raggiungibile in circa 1 ora e mezza, e Corpus Christi, raggiungibile in circa un'ora. È inoltre attraversata dalla U.S. Highway 181, dalla State Highway 59, e dalla Southern Pacific Railroad.

## Geografia fisica

### Territorio
Secondo lo United States Census Bureau, ha un'area totale di 6,1 miglia quadrate (16 km²).

### Clima
Il clima in questa zona è caratterizzato da estati calde e umide e inverni generalmente non troppo rigidi. La temperatura è influenzata dalle calde acque del vicino Golfo del Messico. Le precipitazioni annue sono di circa 30 pollici, distribuiti uniformemente durante tutto l'anno. Secondo la Classificazione dei climi di Köppen, Beeville possiede un clima subtropicale umido, abbreviato in "Cfa" sulle mappe climatiche.

## Origini del nome
Chiamato in origine Maryville dal nome della pioniera Mary Heffernan, fu ribattezzato Beeville in onore di Barnard E. Bee Sr. (1787–1853), che aveva servito come Segretario di Stato e Segretario alla Guerra per la Repubblica del Texas. Inizialmente si chiamava Beeville-on-the-Poesta per distinguerla dalla vicina comunità di Beeville-on-the-Medio.

## Società

### Evoluzione demografica
| Anno       | Popolazione | ±%                   |
| ---------- | ----------- | -------------------- |
| 1880       | 208         | Note:                |
| 1890       | 1,311       | 530.3%               |
| 1910       | 3,269       | Dati non disponibili |
| 1920       | 3,063       | −6.3%                |
| 1930       | 4,806       | 56.9%                |
| 1940       | 6,789       | 41.3%                |
| 1950       | 9,348       | 37.7%                |
| 1960       | 13,811      | 47.7%                |
| 1970       | 13,506      | −2.2%                |
| 1980       | 14,574      | 7.9%                 |
| 1990       | 13,547      | −7.0%                |
| 2000       | 13,129      | −3.1%                |
| 2010       | 12,863      | −2.0%                |
| Stima 2015 | 13,277      | 3.2%                 |

Secondo il censimento del 2000, c'erano 13.129 persone, 4.697 nuclei familiari e 3.287 famiglie residenti nella città. La densità di popolazione era di 2.149,7 per miglio quadrato (829,6/km²). C'erano 5.539 unità abitative a una densità media di 906,9 per miglio quadrato (350,0/km²). La composizione etnica della città era formata dal 72,08% di bianchi, il 2,87% di afroamericani, lo 0,59% di nativi americani, lo 0,69% di asiatici, lo 0,05% di isolani del Pacifico, il 20,63% di altre razze, e il 3,09% di due o più etnie. Ispanici o latinos di qualunque razza erano il 67,67% della popolazione.
C'erano 4.697 nuclei familiari dei quali il 39,4% aveva figli di età inferiore ai 18 anni, il 45,5% erano coppie sposate conviventi, il 19,2% aveva un capofamiglia femmina senza marito, e il 30,0% erano non-famiglie. Il 26,1% di tutti i nuclei familiari erano individuali e il 10,3% aveva componenti con un'età di 65 anni o più che vivevano da soli. Il numero di componenti medio di un nucleo familiare era di 2,73 e quello di una famiglia era di 3,30.
31.1% della popolazione aveva meno di 18 anni, l'11,1% di persone dai 18 ai 24 anni, il 26,2% di persone dai 25 ai 44 anni, il 19,8% di persone dai 45 ai 64 anni, e l'11,8% di persone di 65 anni o più. L'età media era di 31 anni. Per ogni 100 femmine c'erano 89,1 maschi. Per ogni 100 femmine dai 18 anni in giù, c'erano 83,5 maschi.
Il reddito medio per nucleo familiare era di 25.475 dollari e il reddito medio per famiglia era di 27.794 dollari. I maschi avevano un reddito medio di 26.761 dollari contro i 20.411 dollari delle femmine. Il reddito pro capite era di 11.027 dollari. Circa il 26,5% delle famiglie e il 30,3% della popolazione erano sotto la soglia di povertà, incluso il 40,8% di persone sotto i 18 anni e il 24,4% di persone di 65 anni o più.

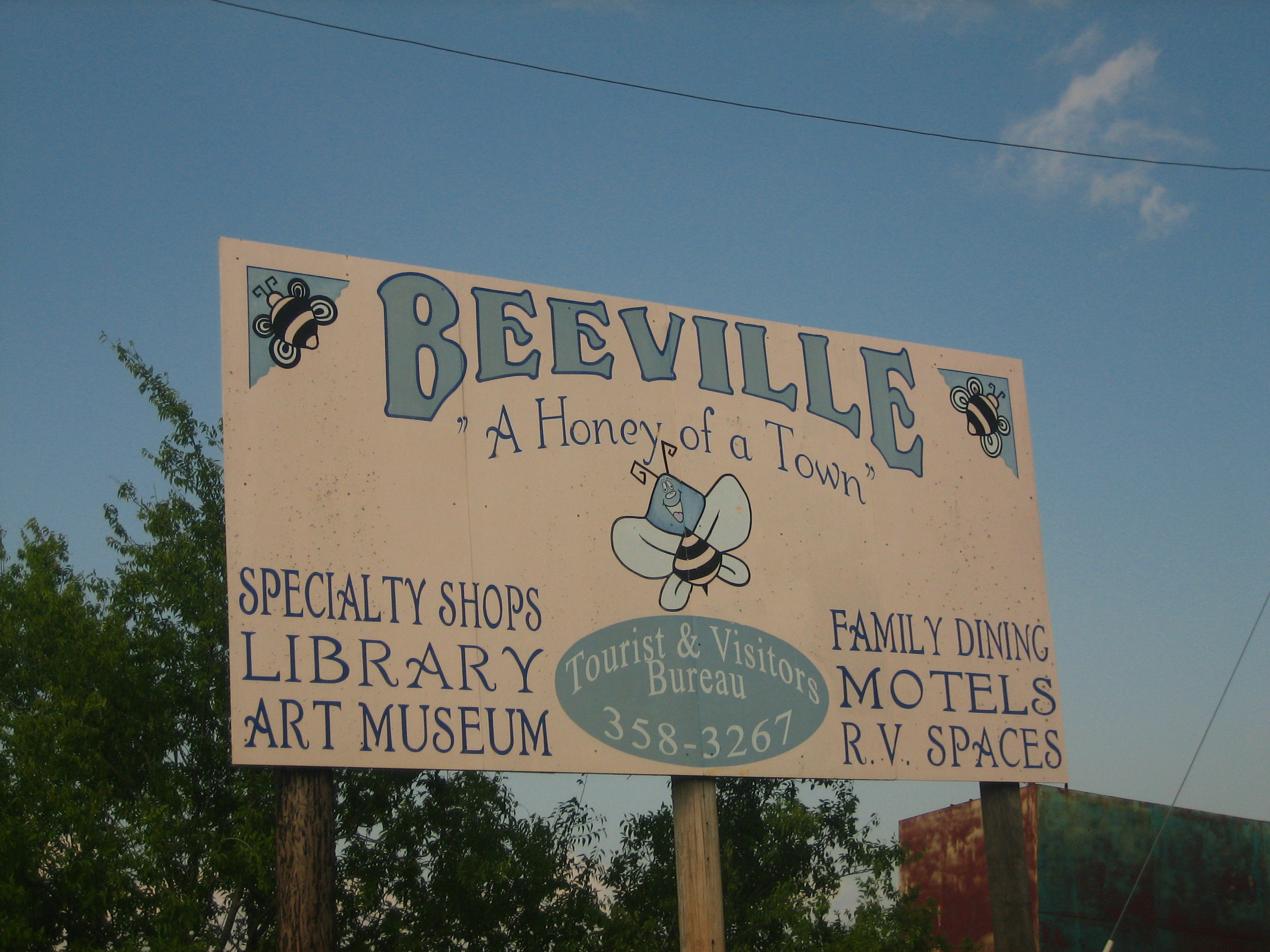
Beeville è nota anche come "A Honey of a Town"
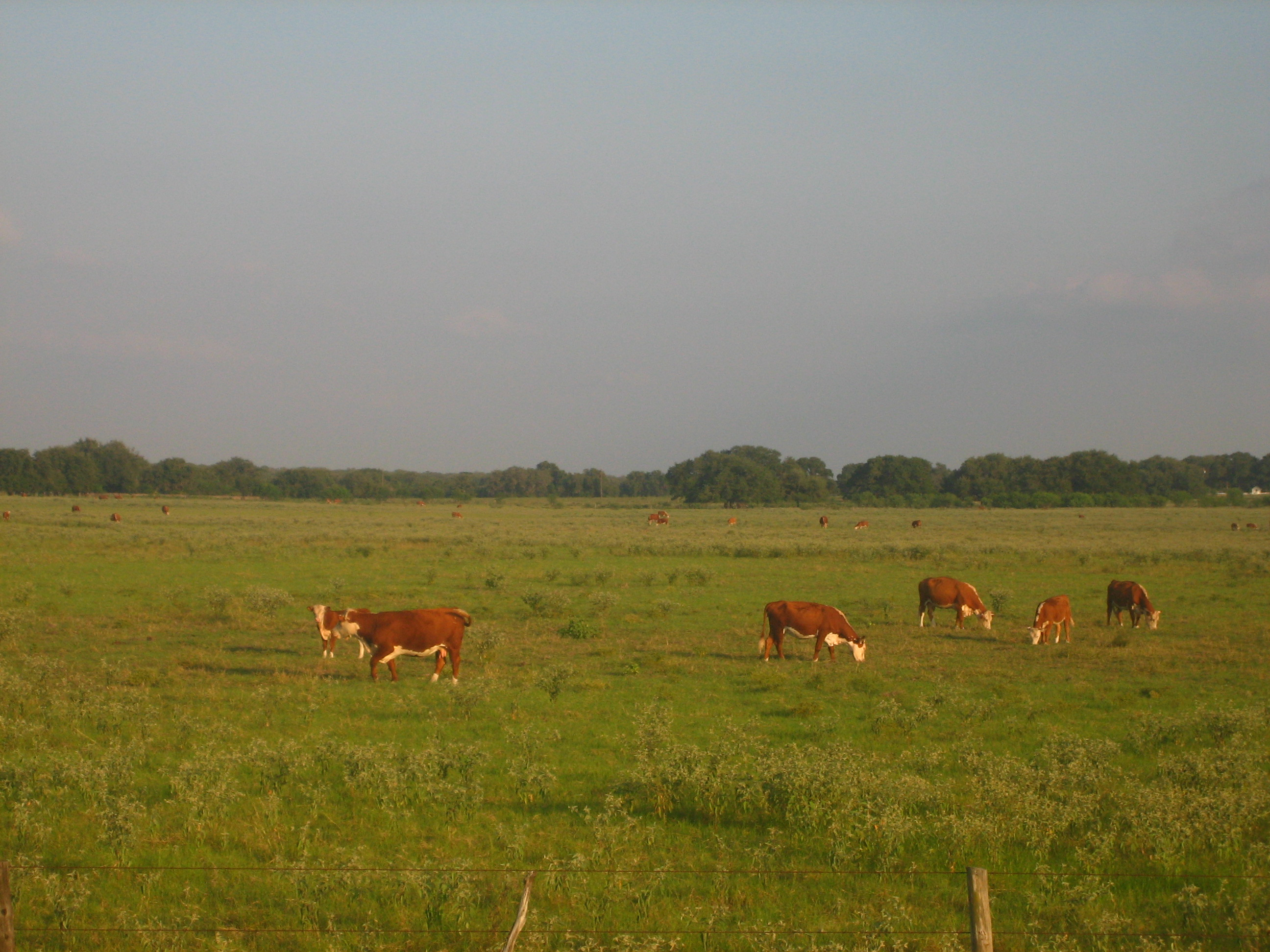
Bestiame al pascolo
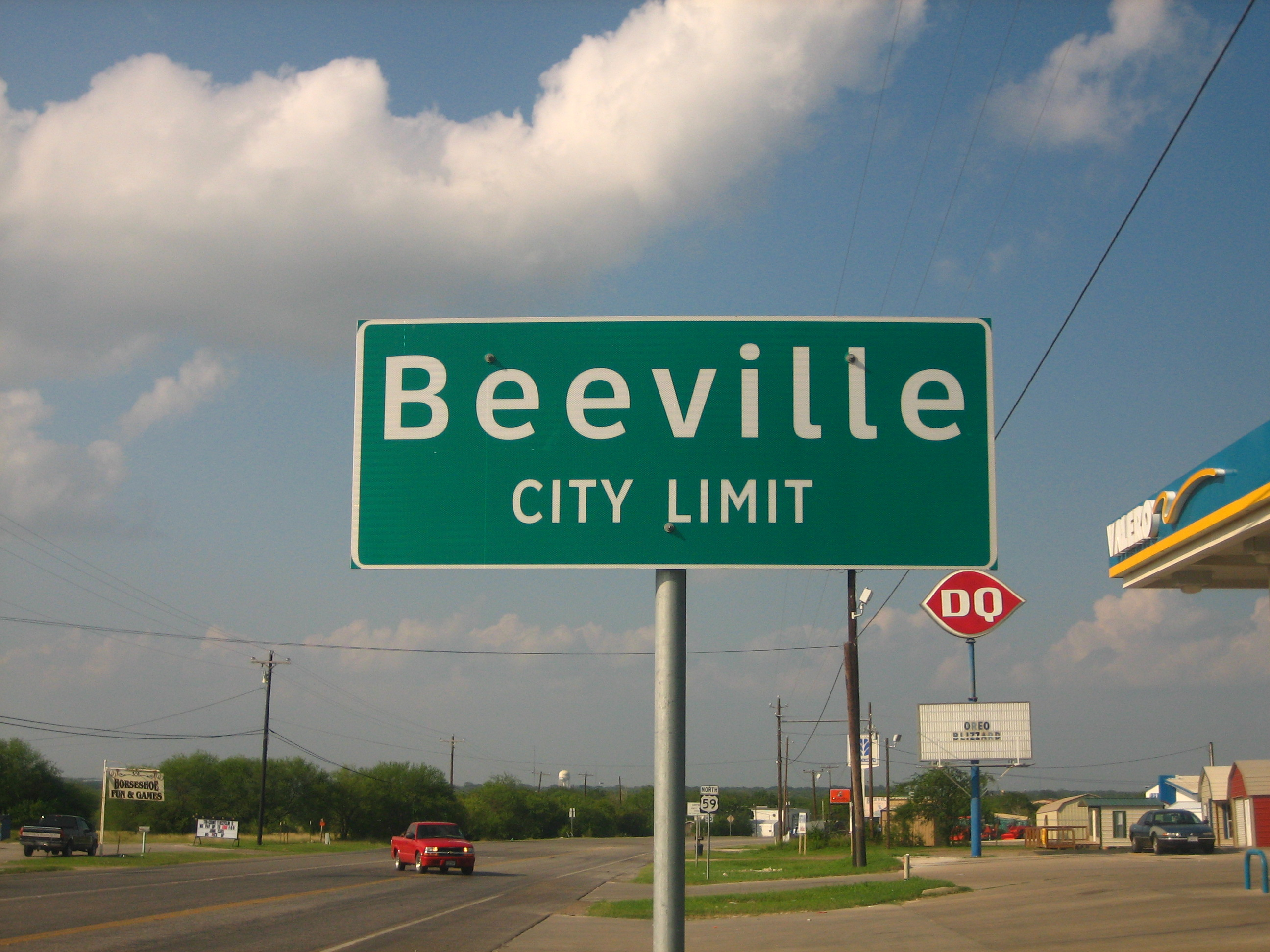
Cartello d'ingresso della città

## Amministrazione
Il sindaco della città è David Carabajal, mentre il consiglio comunale è composto da John Fulghum, Bebe Adamez, Yvonne Dunn, e James Randy Forbes. 
Il procuratore è Frank Warner, il capo della polizia è Joe R. Trevino mentre il vice è Richard Cantu Jr. Donnie Morris è invece il comandante dei vigili del fuoco. Il sovrintendente del Dipartimento dei parchi e della ricreazione è Fred Diaz.

## Cultura

### Istruzione
Beeville è servita dal Beeville Independent School District, frequentato da circa 3,500 studenti suddivisi in sei scuole.
Il Coastal Bend College (CBC) è stato aperto nel 1967 con 790 studenti.
Il Joe Barnhart Bee County Library si trova nel centro di Beeville, direttamente di fronte al tribunale della contea, in 110 W. Corpus Christi St.